# Gabriel Miró
Gabriel Miró Ferrer, cunoscut și ca Gabriel Miró, (n. 28 iulie 1879, Alicante, Spania – d. 27 mai 1930, Madrid, Noua Castilie⁠(d), Spania) a fost un scriitor modernist spaniol.
A fost unul dintre cei mai rafinați stiliști ai literaturii spaniole.
A scris o proză poematică, de atitudine lirico-contemplativă, în care scenele romanești se ivesc dintr-o memorie îndepărtată, senzorială, impregnată de sentimentul unei naturi umanizate, învăluind întreaga viață a personajelor, ale căror destine dramatice se consumă în atmosfera liniștită a provinciei.

## Scrieri
- 1908: La novela de mi amigo ("Romanul prietenului meu");
- 1910: La cerezas del cementerio ("Cireșele cimitirului");
- 1916/1917: Las figuras de la Pasión del Señor ("Chipurile patimilor Domnului");
- 1917: El libro de Sigüenza ("Cartea lui Sigüenza");
- 1925: El obispo leproso ("Episcopul lepros");
- 1928: Años y leguas ("Ani și leghe").